# Нітроксильні радикали
Нітроксильні радикали — органічні  радикали, що містять нітроксильну групу NO•. Вперше відкриті у 1961 р.

## Класифікація та номенклатура
Нітроксильні радикали є представниками різних рядів: піперидину, пірроліну, піролідину, піперазину, ізоіндоліну, карболіну, азетідіну, імідазоліну та ін.
Один із способів найменування радикалів виходить з назви вихідної речовини, до якого додається закінчення «оксил» із зазначенням місця розташування цієї групи (наприклад, 2,2,6,6-тетраметилпіперідін-1-оксил). Згідно з іншим способом за основу приймається нітроксильна група — до назви заміщених похідних додається закінчення «нітрокси» (наприклад, (C6H5)2NO• — дифенілнітроксил).

## Будова нітроксильного зв'язку
Нітроксильна  група містить триелектроний зв'язок: неспарений електрон знаходиться на розрихляючій π*-орбіталі, утвореній з 2pz-орбіталей атомів азоту і кисню. Гібридизація зв'язків атома азоту близька до sp2. У ді-трет-алкілнітроксилах неспарений електрон практично рівномірно локалізований на атомах N і O. При заміні алкільного радикалу на арильний спінова густина на атомі нітрогену значно зменшується, а на атомі оксигену майже не змінюється.

## Стабільні нітроксильні радикали
Нітроксильні радикали, які характеризуються наявністю стеричних ускладнень поблизу NO групи (наприклад, обумовлених третинними атомами карбону), відрізняються високою стабільністю і можуть бути виділені у вільному стані.
Стабільність цих речовин залежить від ступеня делокалізації неспарених електронів, а також від стеричних ускладнень в їхніх молекулах. Деякі нітроксильні радикали можуть зберігатися роками без розкладання. 
Стабільні нітроксильні радикали є полярними забарвленими речовинами, твердими або рідкими. Газоподібним є тільки ди-(трифтлуорометил)нітроксил (CF3)2NO·. 
Як і всі радикали, нітроксильні радикали дають сигнали у спектрі  ЕПР. У їхньому спектрі спостерігається триплетні розщеплення, які обумовлені надтонкою взаємодією неспарених електронів радикалу з ядром атому 14N. Константа надтонкого розщеплення aN змінюється від 0,65—1,1 для ацил (трет-бутил) нітрокси до 2,4—2,8 для алкоксіарилнітроксилів. g-Фактор нітроксильних радикалів перебуває в діапазоні 2,005—2,006.

## Синтез нітроксильних радикалів

### Окиснення гідроксиламінів
Окиснення заміщених гідроксиламінів призводить до утворення нітроксильних радикалів. Реакція протікає дуже легко — навіть при стоянні на повітрі. 

### Окиснення амінів
Це найпоширеніший спосіб синтезу, за яким був отриманий широкий ряд нітроксильних радикалів, — похідних циклічних амінів. Найзручнішими окисниками є пероксид водню в присутності солей вольфрамової кислоти та надкислот. 
Як окислювачі можна використовувати також гідропероксид, озон.

### Відновлення нітрозосполук
Взаємодія нітросполук з такими відновниками, як гідроксиламін, меркаптани може призводити до нітроксильних радикалів.

## Хімічні властивості

### Диспропорціювання
Диспропорціювання нітроксильних радикалів відбувається в тому випадку, якщо на нітроксильній групі висока спінова густина неспарених електронів не делокалізована на сусідні групи. При цьому утворюються заміщений гідроксиламін та нітрозосполуки.

### Окиснення
Окислення нітроксильних радикалів протікає тільки із сильними окисниками (Cl2, SbCl5, SnCl4). Продуктом реакції є оксоамонієві солі.

### Інші реакції
Крім реакцій по NO-групі, нітроксильні радикали вступають в реакції з іншими функціональними групами молекул, що не торкаються вільної валентності, і що дозволяє отримувати модифіковані нітроксильні радикали. 

## Застосування
Нітроксильні радикали можуть бути використані в методі спінових міток (наприклад, вони утворюються в реакції 2-метил-2-нітрозопропану з вільним радикалом і мають час життя, достатній  для визначення aN і g-фактора та ідентифікації як отриманого нітроксильного, так і вихідного вільного радикала). 